# STS-5
STS-5 var den femte flygningen i det amerikanska rymdfärjeprogrammet och den femte i ordningen för rymdfärjan Columbia. Den sköts upp från Pad 39A vid Kennedy Space Center i Florida den 11 november 1982. Efter drygt fem dagar i omloppsbana runt jorden återinträdde rymdfärjan i jordens atmosfär och landade vid Edwards Air Force Base i Kalifornien. 

## Start och landning
Starten skedde klockan 07:19 (EST) 11 november 1982 från Pad 39A vid Kennedy Space Center i Florida.
Landningen skedde klockan 06:33 (PST) 16 november 1982 vid Edwards Air Force Base i Kalifornien.

## Uppdragets mål
STS-5 var det första uppdraget med syfte att placera kommersiella satelliter i omloppsbana. De två satelliter som skickades upp var SBS-3 (ägs av Satellite Business Systems) och Anik D1 (ägs av Telesat i Kanada).